# Heineken Open 2004
Heineken Open 2004 — тенісний турнір, що проходив на кортах з твердим покриттям у місті Окленд (Нова Зеландія), Нова Зеландія з 12 січня . Належав до категорії International Series, був турніром серії ATP Auckland Open 2004 року.

## Фінальна частина

### Одиночний розряд
Домінік Хрбати —  Рафаель Надаль 4–6, 6–2, 7–5

### Парний розряд
Магеш Бгупаті /  Фабріс Санторо —  Їржі Новак (тенісист) /  Радек Штепанек 4–6, 7–5, 6–3